# ميركوري فيلاجر
ميركوري فيلاجر هي سيارة ميني فان من صناعة ميركوري أنتجت في 1992 وتوقف إنتاجها في 2002.

## معرض صور

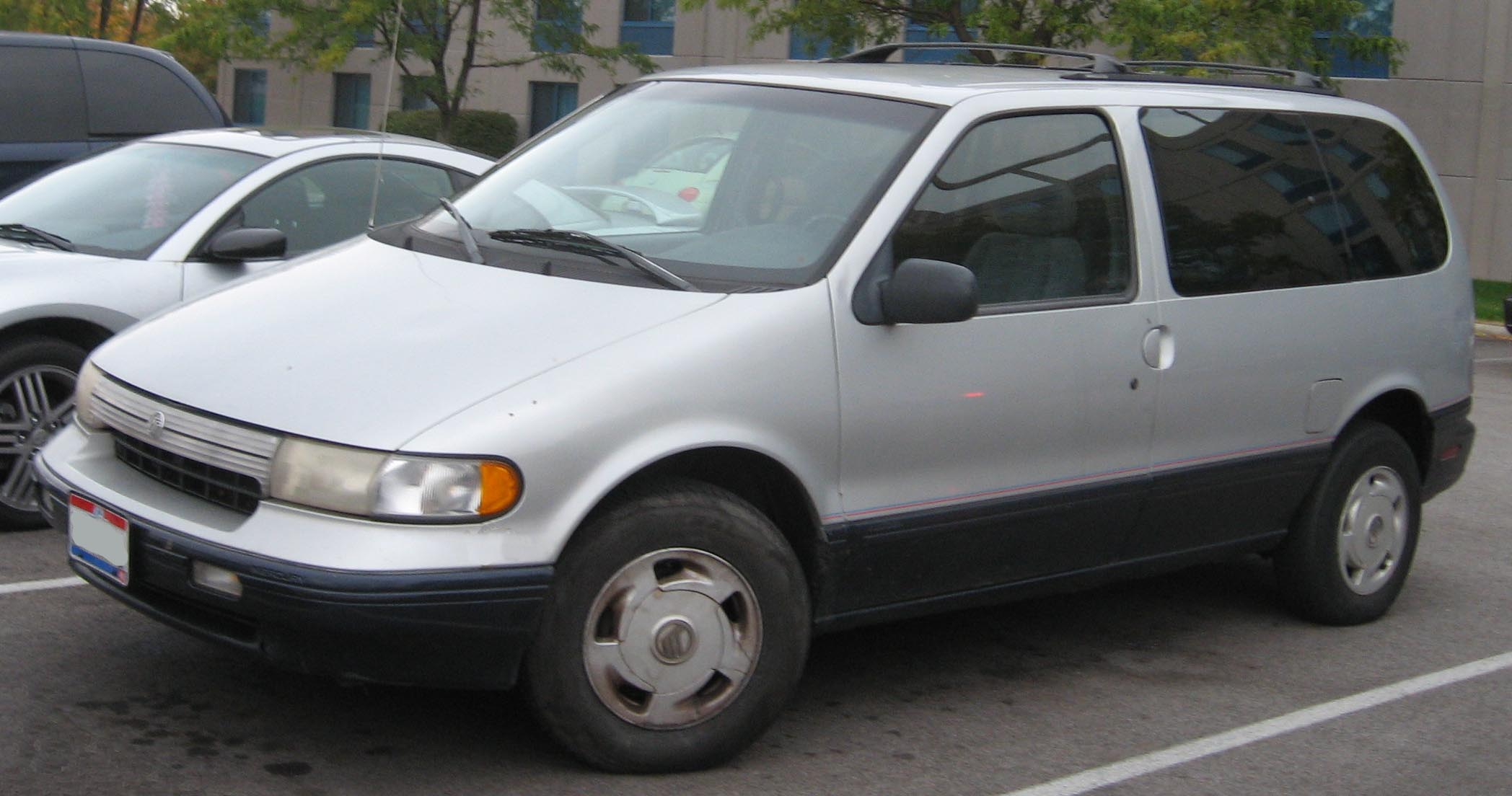
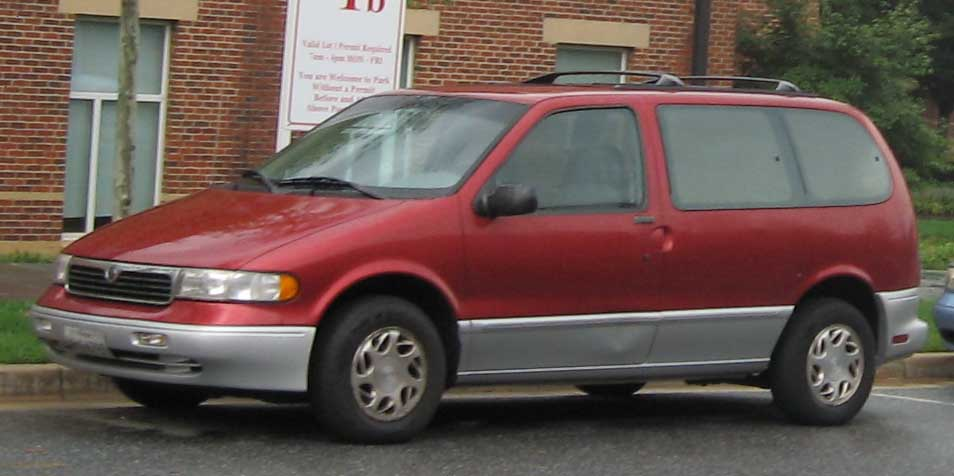
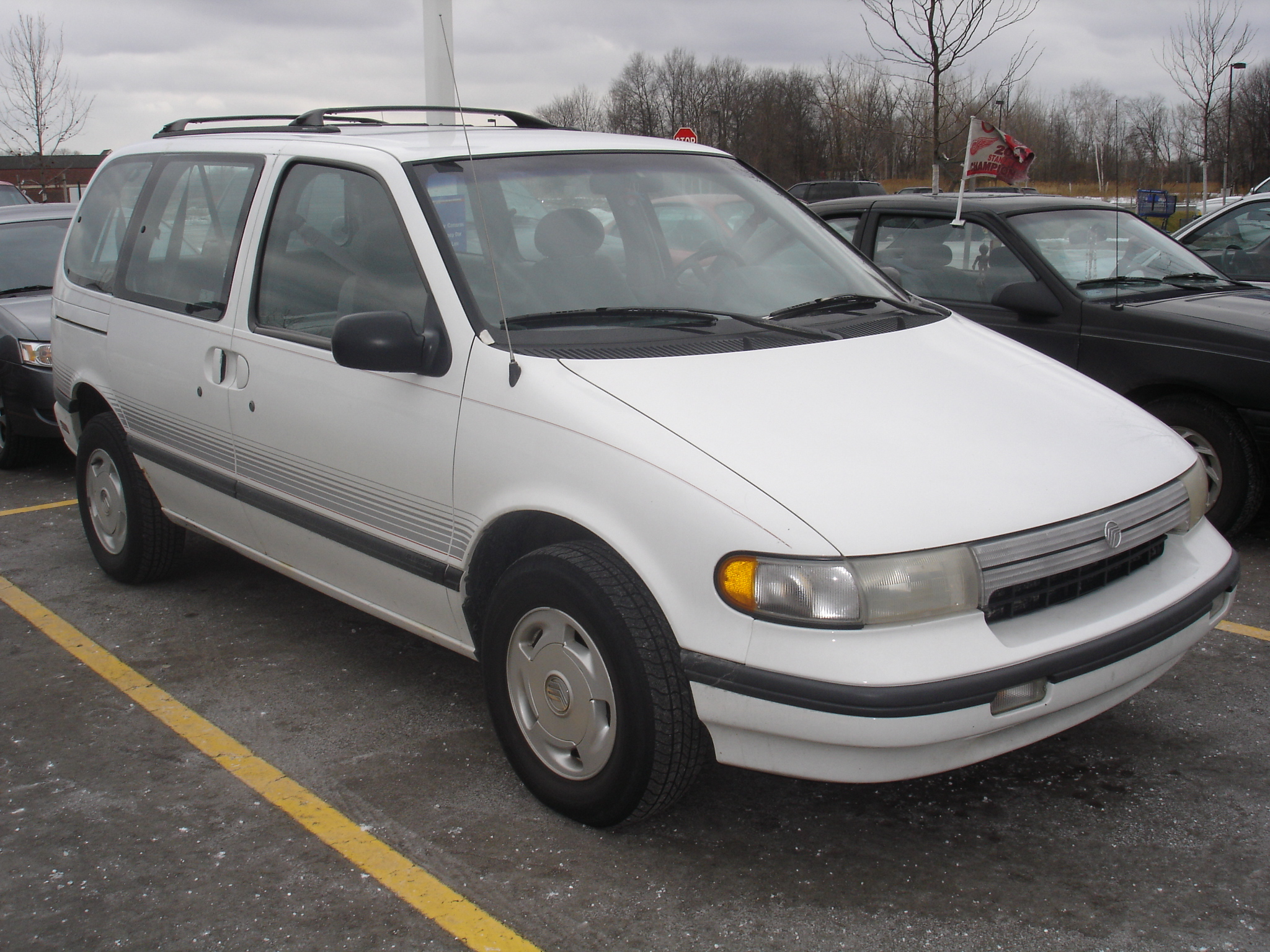
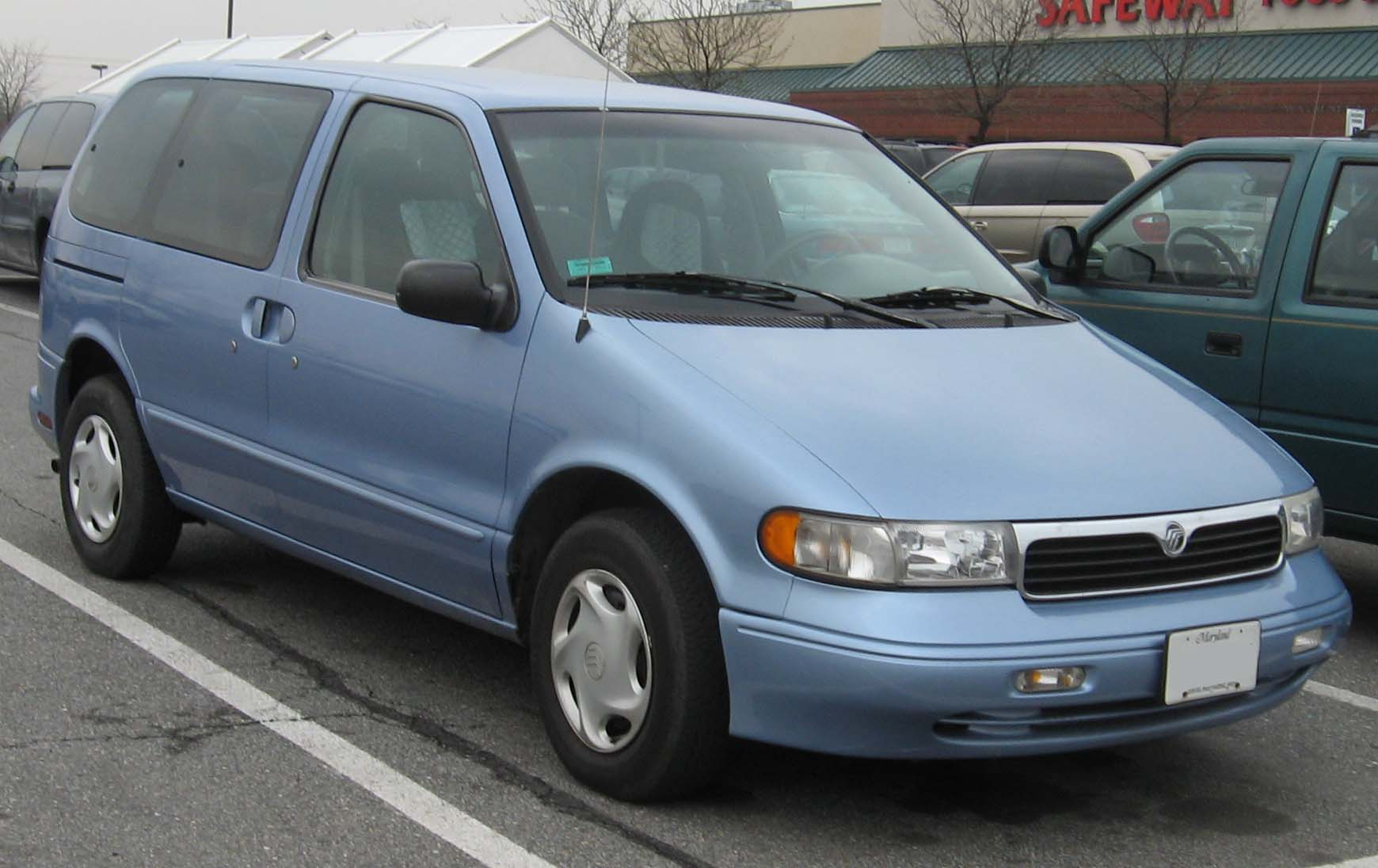